# داکا-۷
داکا-۷ (به لاتین: Dhaka-7) یک حوزه انتخابیه است که از سال ۲۰۱۴ توسط حاجی محمد سلیم، از عوامی لیگ بنگلادش از سال ۲۰۱۸ در جاتیا سانگساد (پارلمان ملی) بنگلادش نمایندگی می‌شود.